# 1000-km-Rennen von Monza 1970

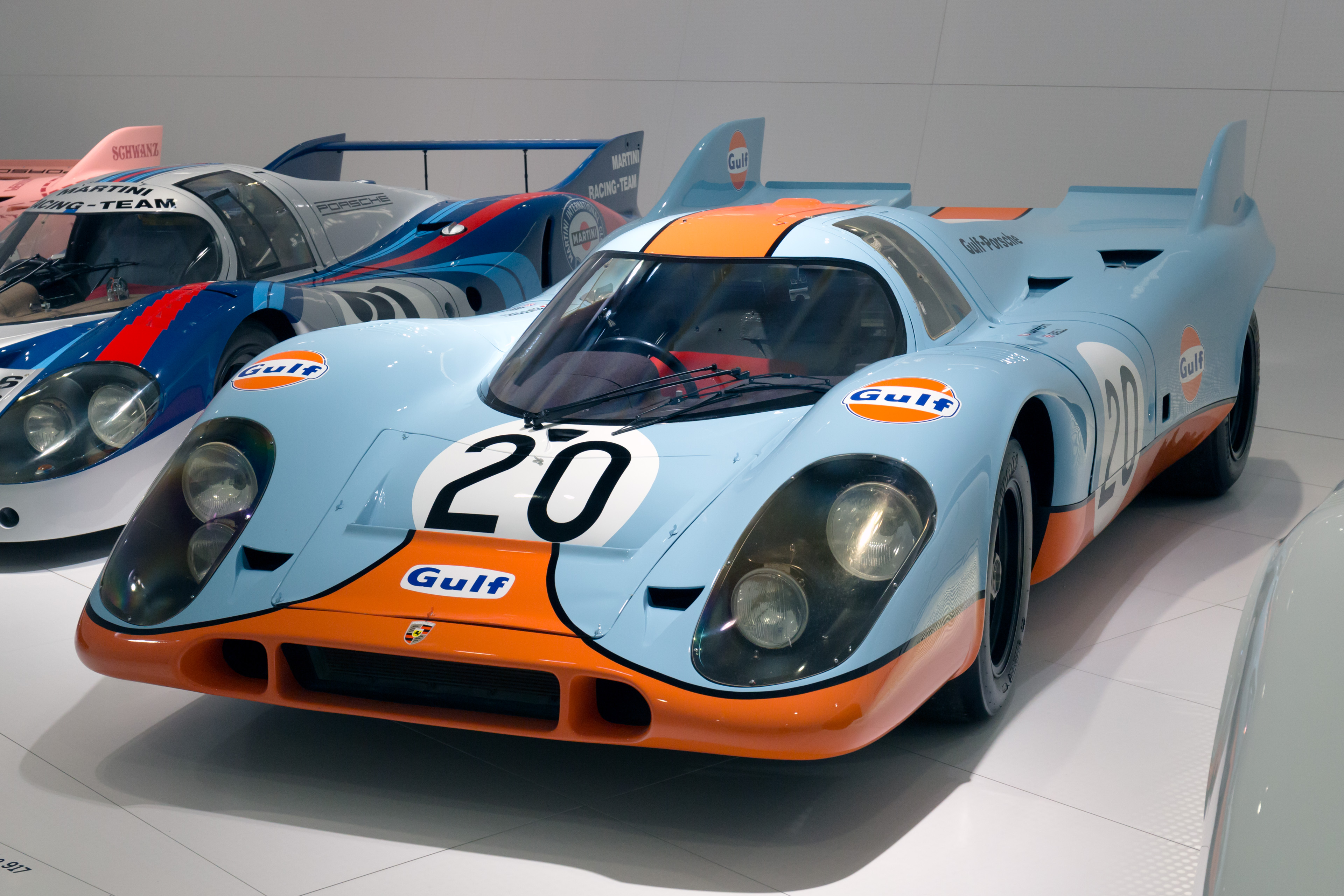
Porsche 917K

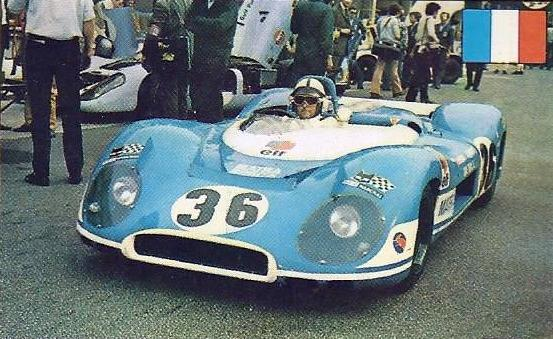
Jack Brabham im Matra MS650 vor dem Rennstart

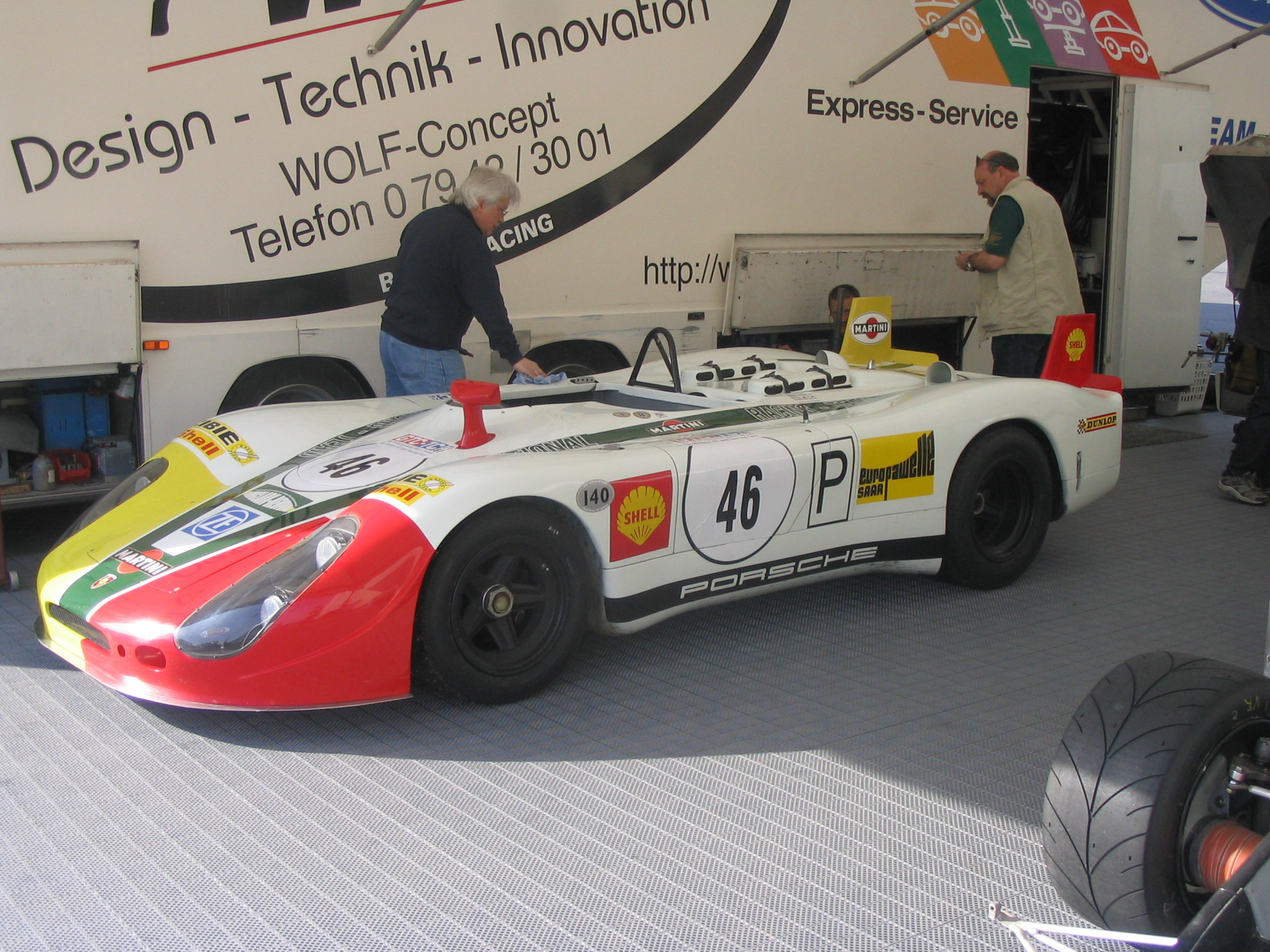
Porsche 908/02 Langheck, im Monza gefahren von Rudi Lins und Gérard Larrousse

Das neunte 1000-km-Rennen von Monza, auch 1000 km di Monza, Trofeo Filippo Caracciolo, Autodromo Nazionale di Monza, fand am 25. April 1970 auf dem Autodromo Nazionale Monza statt und war der vierte Wertungslauf der Sportwagen-Weltmeisterschaft dieses Jahres.

## Vor dem Rennen
Mit dem 24-Stunden-Rennen von Daytona begann die Zusammenarbeit der Rennabteilung von Porsche mit dem Rennteam von John Wyer. Gleich beim ersten Einsatz der Porsche 917 unter der Führung von David Yorke gab es einen Doppelsieg. Pedro Rodríguez, Leo Kinnunen und Brian Redman waren die Gesamtsieger. Beim folgenden 12-Stunden-Rennen von Sebring gab es den ersten Sieg der Scuderia Ferrari bei einem Sportwagen-Weltmeisterschaftsrennen, seit dem Erfolg von Chris Amon und Lorenzo Bandini im Ferrari 330P4 beim 1000-km-Rennen von Monza 1967. Ignazio Giunti, Nino Vaccarella und Mario Andretti gewannen im Ferrari 512S knapp vor einem Porsche 908/02, den Peter Revson und der US-amerikanische Schauspieler Steve McQueen fuhren. Der erste Weltmeisterschaftslauf in Europa war das 1000-km-Rennen von Brands Hatch, wo es den zweiten Saisonsieg für das Wyer-Team mit deren Porsche 917 gab. Pedro Rodríguez und Leo Kinnunen feierten dabei ihren jeweils zweiten Saisonsieg.

## Das Rennen
In den Wochen vor dem Rennen in Monza traten erstmals Spannungen in der Zusammenarbeit zwischen Ferdinand Piëch und John Wyer auf. Bei Wyer war man vor dem Beginn der Saison davon ausgegangen, als einziges Team die Werkseinsätze von Porsche durchzuführen. Louise Piëch, die Mutter von Ferdinand Piëch und Eigentümerin der Porsche Holding in Salzburg, hatte bereits Ende der Saison 1969 ein selbständiges Porsche-Team aufgebaut. 1970 setzte auch Porsche Salzburg wie John Wyer Automotive zwei Porsche 917 ein und erhielt umfassende technische Unterstützung von Porsche in Zuffenhausen. In den Wochen vor dem Rennen in Monza hatte John Horsman, der technische Leiter bei Wyer, neue, von Girling stammende Bremsscheiben und Beläge an den Einsatzwagen testen lassen. Für derlei Tests und Veränderungen am Wagen musste die Wyer-Teamleitung die Zustimmung von Piëch einholen, der sie in diesem Fall auch erteilte. Da die Girling-Produkte das Bremsverhalten der beiden Wyer-917-Fahrgestelle wesentlich verbesserten, wurden sie für das Rennen in Monza in die Fahrzeuge eingebaut. Zur Verärgerung der Wyer-Teamleitung hatten die Porsche-Salzburg-917 in Monza ebenfalls neue Girling-Bremsscheiben und -Beläge. Ein weiterer Streitpunkt war der neue 4,9-Liter-Motor, den Piëch erst exklusiv John Wyer anbot, der in Monza jedoch auch in beiden Porsche-Salzburg-917 eingebaut war.
Wyer meldete die Fahrerpaarungen Pedro Rodríguez/Leo Kinnunen und Jo Siffert/Brian Redman für die beiden 917. Die Porsche-Salzburg-Wagen fuhren Kurt Ahrens/Vic Elford, Hans Herrmann/Richard Attwood. Im Starterfeld befanden sich drei weitere, private Porsche 917. Jürgen Neuhaus und Helmut Kelleners fuhren einen vom deutschen Gesipa Racing Team gemeldeten 917. Für das finnische Racing Team AAW gingen Hans Laine und Gijs van Lennep ins Rennen. David Piper meldete seinen 917 für sich und Tony Adamowicz.
Die Scuderia Ferrari meldete drei Ferrari 512S. Am Wochenende vor dem 1000-km-Rennen hatte Ferrari-Nummer-1-Pilot Jacky Ickx einen schweren Unfall beim Großen Preis von Spanien. In der ersten Runde kollidierte Ickx nach einem Aufhängungsschaden am Ferrari 312B mit dem BRM P153 von Jackie Oliver. Beide Wagen gingen in Flammen und die leichten Verbrennungen, die sich Jacky Ickx an den Händen zugezogen hatte, zwangen ihn zu einer Pause. Sein Ersatzmann war John Surtees. Surtees war zu dieser Zeit der letzte Ferrari-Formel-1-Fahrer-Weltmeister, der 1964 den Titel für die Scuderia eingefahren hatte. Nach vielen Unstimmigkeiten mit Enzo Ferrari und Ferrari-Rennleitern, vor allem Eugenio Dragoni, hatte er das Team 1966 im Streit verlassen. Sein Partner bei seiner Rückkehr in Monza war Peter Schetty. Die beiden weiteren Werks-512S wurden von Ignazio Giunti, Nino Vaccarella, Chris Amon und Arturo Merzario gefahren. Dazu kamen zwei privat eingesetzte 512S, von der Scuderia-Filipinetti mit Mike Parkes und Herbert Müller, sowie der Wagen von Corrado Manfredini und Giampiero Moretti.
Matra und Alfa Romeo brachten jeweils offene Sportwagen-Prototypen an den Start. Matra hatte die F1-Automobil-Weltmeisterschaft 1969 gewonnen, mit Jackie Stewart erstmals als Fahrerweltmeister, das von Tyrrell eingesetzte Chassis Matra MS80 das Matra den Konstrukteurs-WM-Titel einbrachte hatte jedoch einen Ford-Cosworth DFV V8 der für lange Sportwagenrennen (1000km bis 24h) zu unzuverlässig war. 1970 setzte Matra, nun wieder in Eigenregie, den eigenen Dreiliter-V12 MS12 in beiden WM-Serien ein, im Matra MS120 für die Formel1, und im Matra MS650 bei den Sportwagen; zwei davon wurden in Monza genannt. Alfa brachte eine ganze Flotte der Alfa Romeo Tipo 33 bei den beiden Sportwagen-WM Heimrennen (Monza 1000km und Targa Florio 1970) an den Start, vier T33/3 mit Dreiliter-V8, zudem zwei der älteren T33/2 mit nur zwei Liter Hubraum. Nach Auslaufen der Sonderregel für Fünfliter-Kleinserien-Sportwagen Ende 1971 würden die Dreiliter-Einzelstücke ab 1972 die WM unter sich ausmachen können. Auf dem schnellen Kurs von Monza, bei dem die umstrittenen Steilwandkurven nicht mehr gefahren wurden, waren sie jedoch gegen die großen Motoren im Nachteil.
Vom Start weg entwickelte sich die von der Fachwelt erwartete Auseinandersetzung zwischen Porsche und Ferrari. Sich im Windschatten immer wieder gegenseitig überholend setzten sich die beiden Wyer-Porsche 917, gefahren von Rodríguez und Siffert, und die drei Werks-512S mit Giunti, Amon und Surtees rasch vom restlichen Feld ab. In der achten Runde fand Vic Elford im Porsche-Salzburg-917 Anschluss an das vor ihm fahrende Quintett und übernahm in der zehnten Runde den zweiten Rang hinter Jo Siffert. Dritter war Ignazio Giunti im besten Ferrari. Jo Siffert verlor die Möglichkeit das Rennen zu gewinnen in der elften Runde, als er beim Überrunden eines GT-Wagens in der ersten Lesmo-Kurve in eine Leitschiene prallte. Dabei wurde vorne rechts der Querlenker beschädigt. Nach langsamer Fahrt an die Boxen und der folgenden Reparatur kam der Wagen mit mehr als zehn Runden Rückstand wieder auf die Bahn und lag im Gesamtklassement chancenlos zurück.
Bei Rennhalbzeit führte Kurt Ahrens im Porsche 917 Nr. 10 fünf Sekunden vor Rodríguez’ Teamkollegen Leo Kinnunen. In der 92 Runde hatte Ahrens in der Curva Grande rechts hinten einen Reifenschaden. Er konnte zwar einen Unfall vermeiden und um fast den kompletten Kurs langsam an die Boxen fahren, die Beschädigungen an der Aufhängung waren jedoch so groß, dass der Wagen aus dem Rennen genommen werden musste. Ferrari verlor den möglichen Gesamtsieg durch einen Brand beim Nachtanken am 512S von Chris Amon und Arturo Merzario. Das Feuer konnte gelöscht werden, das Team verlor aber drei Runden. Im Ziel hatten Pedro Rodríguez und Leo Kinnunen im Porsche 917 Nr. 7 einen Vorsprung von 1 Minute und 25 Sekunden auf den Ferrari Nr. 3 von Ignazio Giunti, Nino Vaccarella und Chris Amon, der den letzten Rennabschnitt dieses Wagens fuhr. Hinter drei Ferrari, zwei Matra, einem Alfa, und zwei weiteren Ferrari kamen ab Platz 10 drei 917 ins Ziel. Drei 917 waren ausgefallen, neben dem Reifenschaden von Ahrens auch Motorschaden bei Herrmann/Attwood und Getriebeproblem beim Piper-917. Porsche hatte also trotz Sieg weiterhin an Zuverlässigkeit und Leistung zu arbeiten.

## Ergebnisse

### Schlussklassement
| 1                  | S 5.0    | 7  | J. W. Automotive Engineering | Pedro Rodríguez Leo Kinnunen              | Porsche 917K            | 174 |
| 2                  | S 5.0    | 3  | Spa Ferrari SEFAC            | Ignazio Giunti Nino Vaccarella Chris Amon | Ferrari 512S Spyder     | 174 |
| 3                  | S 5.0    | 2  | Spa Ferrari SEFAC            | John Surtees Peter Schetty                | Ferrari 512S            | 171 |
| 4                  | S 5.0    | 1  | Spa Ferrari SEFAC            | Arturo Merzario Chris Amon                | Ferrari 512S            | 171 |
| 5                  | P 3.0    | 36 | Matra Sports                 | Jean-Pierre Beltoise Jack Brabham         | Matra-Simca MS650       | 169 |
| 6                  | P 3.0    | 37 | Matra Sports                 | Henri Pescarolo Johnny Servoz-Gavin       | Matra-Simca MS650       | 169 |
| 7                  | P 3.0    | 38 | Autodelta SpA                | Nanni Galli Rolf Stommelen                | Alfa Romeo T33/3        | 166 |
| 8                  | S 5.0    | 4  | Scuderia Filipinetti         | Mike Parkes Herbert Müller                | Ferrari 512S            | 163 |
| 9                  | S 5.0    | 5  | Scuderia Picchio Rosso       | Corrado Manfredini Giampiero Moretti      | Ferrari 512S            | 163 |
| 10                 | S 5.0    | 14 | Gesipa Racing Team           | Jürgen Neuhaus Helmut Kelleners           | Porsche 917K            | 162 |
| 11                 | S 5.0    | 12 | Racing Team AAW              | Hans Laine Gijs van Lennep                | Porsche 917K            | 162 |
| 12                 | S 5.0    | 8  | J. W. Automotive Engineering | Jo Siffert Brian Redman                   | Porsche 917K            | 158 |
| 13                 | P 3.0    | 41 | Autodelta SpA                | Andrea de Adamich Piers Courage           | Alfa Romeo T33/3        | 158 |
| 14                 | P 3.0    | 50 | Martini International        | Gérard Larrousse Rudi Lins                | Porsche 908/02 LH       | 157 |
| 15                 | P 2.0    | 53 | André Wicky Racing Team      | André Wicky Mario Cabral                  | Porsche 907             | 144 |
| 16                 | S 5.0    | 16 | Racing Team VDS              | Teddy Pilette Gustave Gosselin            | Lola T70 Mk.3B GT       | 143 |
| 17                 | P 2.0    | 52 | Hans-Dieter Blatzheim        | Hans-Dieter Blatzheim Helmut Krause       | Porsche 907             | 139 |
| 18                 | P 3.0    | 39 | Autodelta SpA                | Masten Gregory Toine Hezemans             | Alfa Romeo T33/3        | 131 |
| 19                 | S 2.0    | 25 | John L’Amie                  | John L’Amie Brian Nelson                  | Porsche 910             | 131 |
| 20                 | GT 2.0   | 87 | Scuderia Brescia Corse       | Giuseppe Schenetti Sergio Zerbini         | Porsche 911S            | 128 |
| 21                 | GT 2.0   | 84 | André Wicky Racing Team      | Sylvain Garant Mario Ilotte               | Porsche 911S            | 127 |
| 22                 | GT + 2.0 | 70 | Giancarlo Rondanini          | Giancarlo Rondanini Ennio Bonomelli       | Porsche 911S            | 122 |
| Nicht klassiert    |          |    |                              |                                           |                         |     |
| 23                 | GT 1.6   | 94 | Jolly Club                   | Luigi Cabella Paolo de Leonibus           | Alfa Romeo GTA          | 118 |
| 24                 | GT 2.0   | 78 | Fiorenzo Genta               | Fiorenzo Genta „Nicky“                    | Porsche 911S            | 118 |
| 25                 | S 1.6    | 34 | Abarth Switzerland           | Rolando Vaglio Silvio Vaglio              | Abarth 1000 SP          | 115 |
| Ausgefallen        |          |    |                              |                                           |                         |     |
| 26                 | P 2.0    | 49 | Antonio Nicodemi             | Antonio Nicodemi Jonathan Williams        | Porsche 907             | 111 |
| 27                 | S 1.6    | 33 | Mario Nardari                | Mario Nardari Gianfranco Palazzoli        | Fiat-Abarth 1000S       | 107 |
| 28                 | S 5.0    | 10 | Porsche Salzburg             | Vic Elford Kurt Ahrens                    | Porsche 917K            | 92  |
| 29                 | S 2.0    | 23 | Abarth                       | Johannes Ortner Mario Casoni              | Abarth 2000 S           | 71  |
| 30                 | GT 1.6   | 96 | Citta dei Mille              | Giulio Rossi Paolo Monti                  | Alfa Romeo GTA          | 71  |
| 31                 | P 3.0    | 40 | Autodelta SpA                | Carlo Facetti Teodoro Zeccoli             | Alfa Romeo T33/3        | 67  |
| 32                 | S 5.0    | 9  | Porsche Salzburg             | Hans Herrmann Richard Attwood             | Porsche 917K            | 63  |
| 33                 | P 2.0    | 48 | SCAR Autostrada              | Guido Nicolai Spartaco Dini               | Alfa Romeo T33/2        | 58  |
| 34                 | S 5.0    | 11 | David Piper                  | Tony Adamowicz David Piper                | Porsche 917K            | 55  |
| 35                 | P 3.0    | 44 | Martini International        | Gerhard Koch Hans-Dieter Dechent          | Porsche 908/02          | 35  |
| 36                 | GT 1.6   | 95 | Monzeglio                    | Cesare Poretti Maurizio Zanetti           | Alfa Romeo GTA          | 26  |
| 37                 | P 2.0    | 56 | Scuderia Madunina            | Giovanni Alberti Carlo Zuccoli            | Alfa Romeo T33/2 Spyder | 19  |
| 38                 | GT + 2.0 | 73 | Auto Kremer                  | Erwin Kremer Willi Kauhsen                | Porsche 911S            | 17  |
| Nicht gestartet    |          |    |                              |                                           |                         |     |
| 39                 | S 2.0    | 24 | Antonio Zadra                | Antonio Zadra Giuseppe Dalla Torre        | Abarth 2000 S           | 1   |
| 40                 | GT + 2.0 | 75 | Porsche Club Romand          | Claude Haldi „Mirage“                     | Porsche 911S            | 2   |
| Nicht qualifiziert |          |    |                              |                                           |                         |     |
| 43                 | S 5.0    | 78 | Gelo Racing Team             | Georg Loos Franz Pesch                    | Ferrari 512S            | 3   |
| 44                 | S 5.0    | 18 | Morand Moteurs               | Louis Morand Gérard Pillon                | Lola T70 Mk.3B GT       | 4   |
| 45                 | S 1.6    | 35 | Eugenio Tinghi               | Eugenio Tinghi Ildo Gonfiotti             | Alfa Romeo Giulia TZ    | 5   |
| 46                 | P 2.0    | 55 | Ottorino Volonterio          | Ottorino Volonterio                       | Alfa Romeo Giulia TZ2   | 6   |
| 47                 | GT + 2.0 | 71 | Dieter Fröhlich              | Dieter Fröhlich                           | Porsche 911S            | 7   |
| 48                 | GT + 2.0 | 72 | Jean Égreteaud               | Jean Égreteaud Marc Etchebers             | Porsche 911S            | 8   |
| 49                 | GT + 2.0 | 74 | Hans-Dieter Weigel           | Reinhardt Stenzel Hans-Dieter Weigel      | Porsche 911S            | 9   |
| 50                 | GT + 2.0 | 76 | André Wicky Racing Team      | Sylvain Garant Bernard Chenevière         | Porsche 911S            | 10  |
| 51                 | GT + 2.0 | 77 | Montegrappa                  | Alberto Federici Giovanni Vasari          | Ferrari 275 GTB/2       | 11  |
| 52                 | GT 2.0   | 79 | Stelio Cocconcelli           | Stelio Cocconcelli Erasmo Crivellari      | Porsche 911S            | 12  |
| 53                 | GT 2.0   | 80 | Elvio Maria Zanini           | Elvio Maria Zanini Piero Botalla          | Porsche 911S            | 13  |
| 54                 | GT 2.0   | 81 | Peter Kersten                | Clemens Schickentanz                      | Porsche 911S            | 14  |
| 55                 | GT 2.0   | 82 | Porsche Club Romand          | Claude Haldi „Mirage“                     | Porsche 914/6           | 15  |
| 56                 | GT 2.0   | 85 | Squadra Tartaruga            | Arthur Blank                              | Porsche 911             | 16  |
| 57                 | GT 2.0   | 86 | Scuderia Brescia Corse       | Vincenzo Carrago Salvatore Patamia        | Porsche 911S            | 17  |
| 58                 | GT 2.0   | 88 | Franco Berruto               | Franco Berruto Michele Licheri            | Porsche 911S            | 18  |
| 59                 | GT 2.0   | 89 | Maurizio Polin               | Maurizio Polin Giacomo Moioli             | Porsche 911S            | 19  |
| 60                 | GT 2.0   | 90 | Bergamo Corse                | Giampaolo Baruffi Romano Zanini           | Porsche 911S            | 20  |
| 61                 | GT 1.6   | 91 | Bernard Collomb              | Bernard Collomb Pierre Agostini           | Alpine A110             | 21  |
| 62                 | GT 1.6   | 92 | Michel Vial                  | Jean-Louis Marnat Michel Vial             | Alpine A110             | 22  |
| 63                 | GT 1.6   | 93 | Renzo Ruspa                  | Renzo Ruspa Pier-Giorgio Pellegrin        | Alfa Romeo GTA          | 23  |
| 64                 | GT 1.6   | 97 | Luigi Rinaldi                | Luigi Rinaldi Mario Radicella             | Alfa Romeo GTA          | 24  |

1 nicht gestartet
2 Unfall im Training
3 nicht qualifiziert
4 nicht qualifiziert
5 nicht qualifiziert
6 nicht qualifiziert
7 nicht qualifiziert
8 nicht qualifiziert
9 nicht qualifiziert
10 nicht qualifiziert
11 nicht qualifiziert
12 nicht qualifiziert
13 nicht qualifiziert
14 nicht qualifiziert
15 nicht qualifiziert
16 nicht qualifiziert
17 nicht qualifiziert
18 nicht qualifiziert
19 nicht qualifiziert
20 nicht qualifiziert
21 nicht qualifiziert
22 nicht qualifiziert
23 nicht qualifiziert
24 nicht qualifiziert

### Nur in der Meldeliste
Hier finden sich Teams, Fahrer und Fahrzeuge, die ursprünglich für das Rennen gemeldet waren, aber aus den unterschiedlichsten Gründen daran nicht teilnahmen.
| Pos. | Klasse | Nr. | Team                             | Fahrer                                  | Chassis           |
| ---- | ------ | --- | -------------------------------- | --------------------------------------- | ----------------- |
| 65   | S 5.0  | 15  | Racing Team Zitro                | Dominique Martin Pierre Maublanc        | Porsche 917K      |
| 66   | S 5.0  | 19  | Stefan Sklenar                   | Stefan Sklenar                          | Lola T70 Mk.3B GT |
| 67   | S 5.0  | 20  | Michel Martin                    | Michel Martin Willie Green              | Ford GT40         |
| 68   | S 2.0  | 26  | Paul Vestey                      | Paul Vestey William Bradley             | Porsche 910       |
| 69   | S 2.0  | 27  | Bosch Vienna                     | Otto Stuppacher Peter Huber             | Porsche 910       |
| 70   | S 2.0  | 28  | Ennio Bonomelli                  | Ennio Bonomelli Giorgio Pianta          | Porsche 910       |
| 71   | S 2.0  | 29  | Scuderia Brescia Corse           | Maurizio Roasio Mario Ilotte            | Porsche 910       |
| 72   | S 2.0  | 30  | Scuderia Brescia Corse           | Carlo Zuccoli Giambattista Guarnieri    | Lola T210         |
| 73   | S 2.0  | 31  | Angus Clydesdale                 | Angus Clydesdale John Markey            | Chevron B8        |
| 74   | P 3.0  | 42  | Pierre de Siebenthal             | Antonio Finiguerra Pierre de Siebenthal | Ferrari           |
| 75   | P 3.0  | 43  | Alain de Cadenet                 | Alain de Cadenet Mike Walton            | Porsche 908/02    |
| 76   | P 2.0  | 45  | Abarth-Osella                    | Johannes Ortner Mario Casoni            | Abarth 2000 SP    |
| 77   | P 2.0  | 46  | Levi’s International Racing Team | Yves Deprez Julien Vernaeve             | Chevron B16       |
| 78   | P 2.0  | 51  | Helmut Krause                    | Helmut Krause                           | Porsche 907       |
| 79   | P 2.0  | 54  | Monzeglio                        | Maurizio Zanetti Ugo Locatelli          | Monzeglio         |
| 80   | P 2.0  | 54  | Leandro Terra                    | Leandro Terra Turillo Barbuscia         | Ferrari Dino 206S |
| 81   | P 2.0  | 58  | Francesco Cotrone                | Guy Ligier Jean-Claude Andruet          | Ligier JS1        |
| 82   | S 2.0  | 83  | David Weir                       | David Weir Mike Ogier                   | Porsche 911       |

### Klassensieger
| Klasse   | Fahrer                  | Fahrer          | Fahrzeug          | Platzierung im Gesamtklassement |
| -------- | ----------------------- | --------------- | ----------------- | ------------------------------- |
| P 3.0    | Jean-Pierre Beltoise    | Jack Brabham    | Matra-Simca MS650 | Rang 5                          |
| P 2.0    | André Wicky             | Mario Cabral    | Porsche 907       | Rang 15                         |
| S 5.0    | Pedro Rodríguez         | Leo Kinnunen    | Porsche 917K      | Gesamtsieg                      |
| S 2.0    | John L’Amie             | Brian Nelson    | Porsche 910       | Rang 19                         |
| S 1.6    | kein Teilnehmer im Ziel |                 |                   |                                 |
| GT + 2.0 | Giancarlo Rondanini     | Ennio Bonomelli | Porsche 911S      | Rang 22                         |
| GT 2.0   | Giuseppe Schenetti      | Sergio Zerbini  | Porsche 911S      | Rang 20                         |
| GT 1.6   | kein Teilnehmer im Ziel |                 |                   |                                 |

### Renndaten
- Gemeldet: 82
- Gestartet: 38
- Gewertet: 22
- Rennklassen: 8
- Zuschauer: unbekannt
- Wetter am Renntag: wolkig und warm
- Streckenlänge: 5,750 km
- Fahrzeit des Siegerteams: 4:18:01,700 Stunden
- Gesamtrunden des Siegerteams: 174
- Gesamtdistanz des Siegerteams: 1000,500 km
- Siegerschnitt: 232,649 km/h
- Pole Position: Jo Siffert – Porsche 917K (#8) – 1:25,210 = 242,929 km/h
- Schnellste Rennrunde: Vic Elford – Porsche 917K (#19) – 1:24,800 = 244,104 km/h
- Rennserie: 4. Lauf zur Sportwagen-Weltmeisterschaft 1970
- Rennserie: 2. Lauf zur Italienischen Sportwagen-Meisterschaft 1970